# Chiesa di San Maurizio (Coburgo)
La chiesa di San Maurizio (in tedesco: Morizkirche) è la più antica e più importante chiesa luterana della città bavarese di Coburgo, in Germania.

## Storia e descrizione

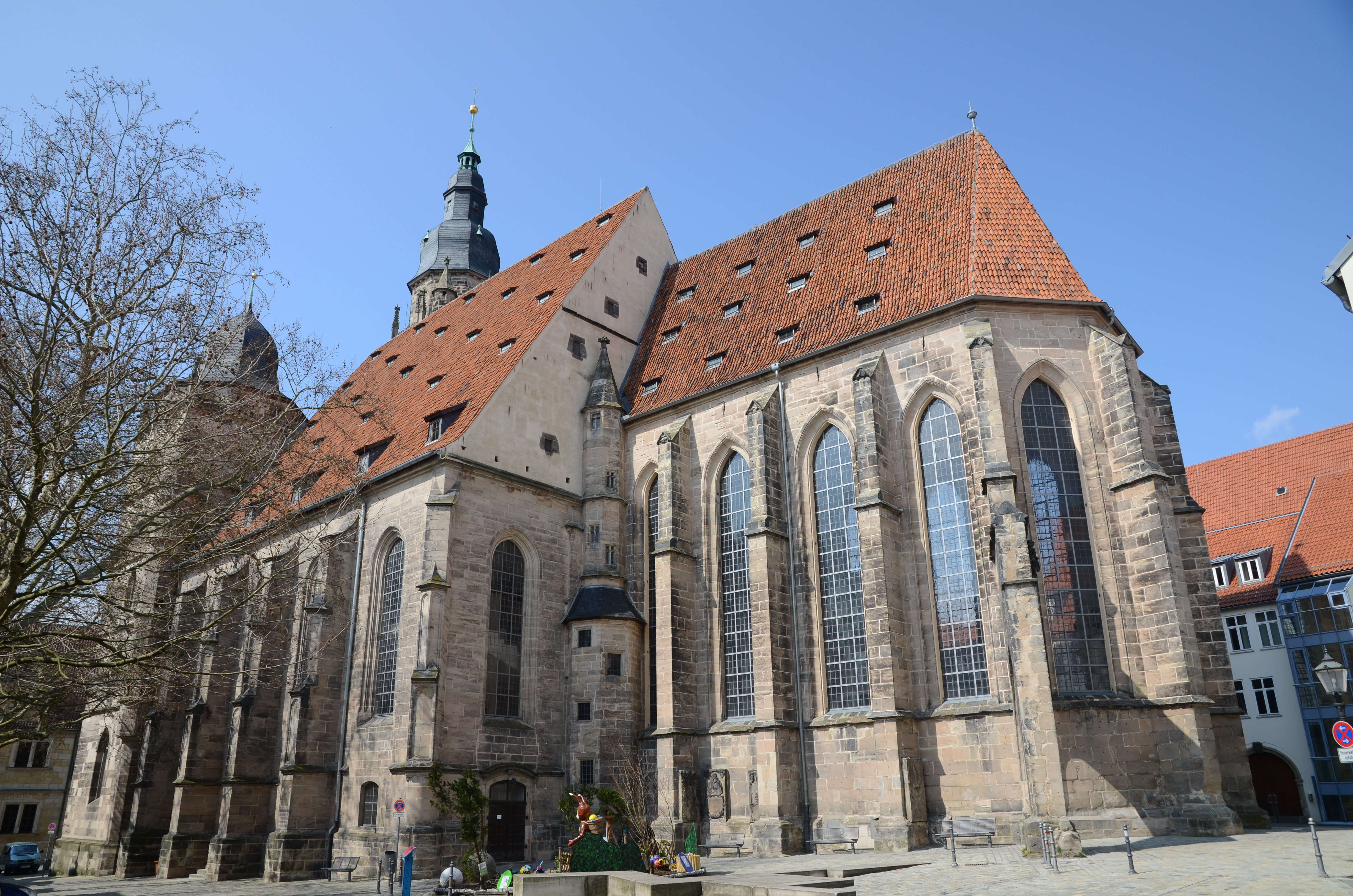
Veduta del coro

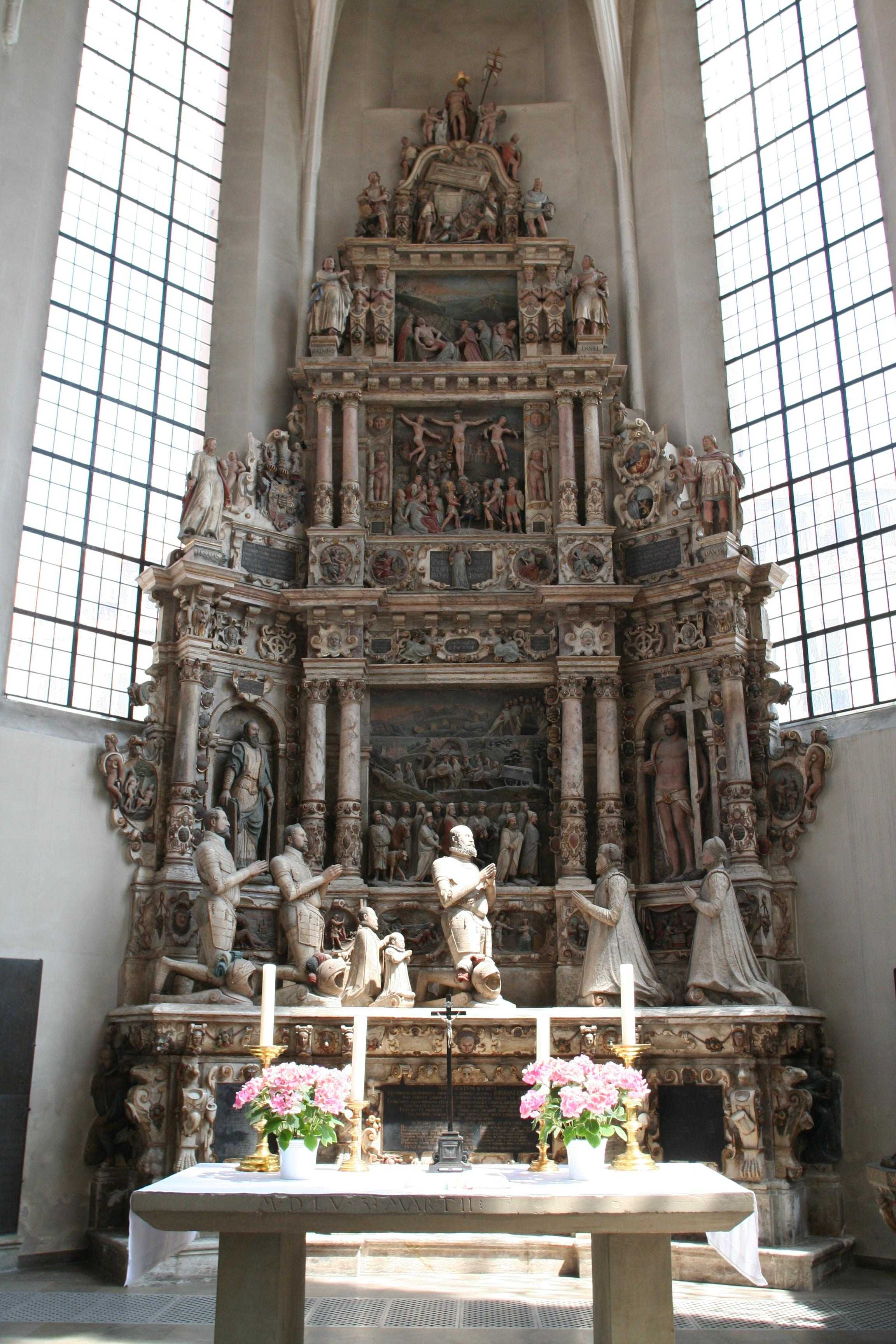
Il monumento rinascimentale dei Duchi

Sorge sul sito di una basilica romanica del XII secolo, di cui ne restano le fondamenta.
La parte più antica della chiesa attuale è il coro orientale, risalente al 1330, quando vennero intrapresi i lavori di riedificazione in stile gotico di un nuovo edificio dedicato a San Maurizio.
Il coro occidentale venne costruito tra il 1420 e il 1454. Nel 1450 si pose la prima pietra delle torri, di cui quella nord venne completata nel 1586 all'altezza di 72 metri, mentre quella sud, detta anche Rabenturm, rimasta incompiuta, ricevette la copertura attuale solo nel 1633. Nella facciata, fra le due torri, influenzata dall'impostazione architettonica della Westwerk, si apre il portale con statue del XV secolo.
Nel 1520 si pose mano alla ricostruzione del piedicroce, secondo lo stile tardogotico in auge al tempo; diviso in tre navate, venne terminato alla fine del XVI secolo.
Nella settimana di Pasqua del 1530 vi predicò Martin Lutero, durante i sei mesi in cui venne accolto dal Principe elettore Ernesto di Sassonia nella Fortezza di Coburgo.
Il duca Giovanni Casimiro di Sassonia-Coburgo ha lasciato alla chiesa, nel 1598, il grande monumento funebre di famiglia; quella che è considerata la migliore del genere in Germania e uno dei capolavori della scultura rinascimentale tedesca.
Sotto il duca Francesco Giosea di Sassonia-Coburgo-Saalfeld l'interno della chiesa ricevette la sua decorazione rococò eseguita negli anni 1740-1742. Da allora la chiesa, fatta eccezione per i lavori di manutenzione, è rimasta immutata.

## Opere d'arte
La chiesa conserva notevoli opere d'arte:
- fonte battesimale, bella opera rinascimentale in pietra policroma del 1539;
- epitaffi dei duchi Giovanni Casimiro e Giovanni Federico II di Sassonia.
- sarcofago del duca Alberto di Sassonia-Coburgo, nella cripta;
- organo con bella cassa rococò del 1740. Lo strumento venne rifatto nel 1989 dagli organari Karl Schuke di Berlino, utilizzando parti dell'antico strumento di Wolfgang-Heinrich Daum. L'organo dispone di 54 registri, circa 3.800 canne e 3 manuali e pedali.

### Monumento dei Duchi di Coburgo
È l'opera più importante conservata nella chiesa, uno dei capolavori della scultura rinascimentale tedesca. Il monumento funebre di famiglia, venne commissionato nel 1594 dal duca Giovanni Casimiro di Sassonia-Coburgo in memoria del padre Giovanni Federico II di Sassonia morto in 28 anni di prigionia. Il monumento fu affidato allo scultore Nikolaus Bergner, che lo concepì e lo realizzò tra il 1595 e il 1598. Alto ben 12 metri si trova addossato al muro di fondo dell'abside fungendo da altar maggiore. Bergner lo realizzò con splendidi rilievi della Passione di Cristo e statue, tutti in alabastro dipinto di Heldburg.
Alla base è il gruppo genuflesso in preghiera dei duchi. Al centro è duca Giovanni Federico II, di fronte a lui la sua prima moglie, Agnese d'Assia, e la seconda, Elisabetta di Wittelsbach-Simmern. Dietro il duca i due figli più grandi morti in tenera età Giovanni Federico e Federico Enrico; e i due eredi Giovanni Casimiro, e Giovanni Ernesto di Sassonia-Eisenach.

## Galleria d'immagini

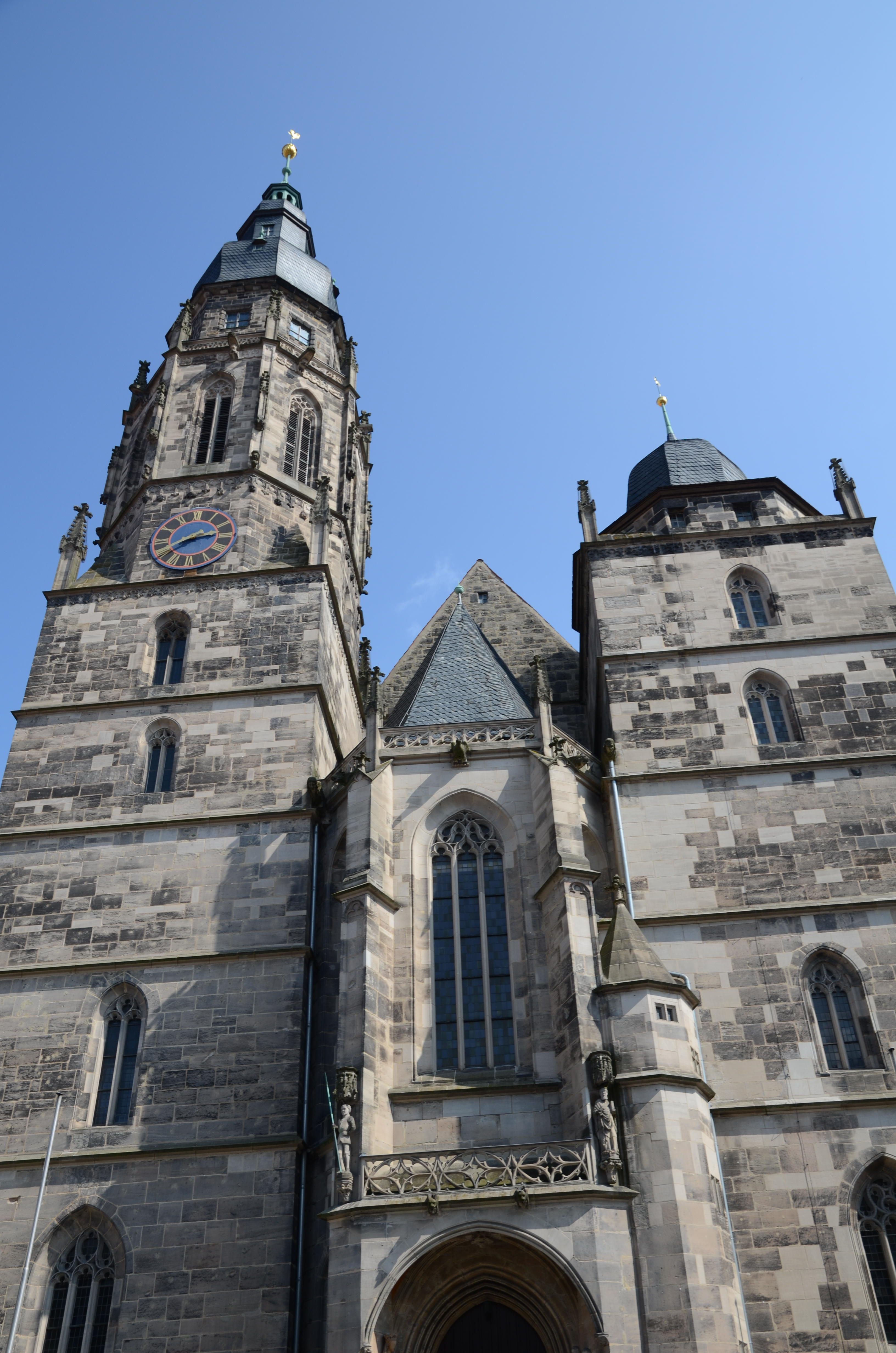
La facciata
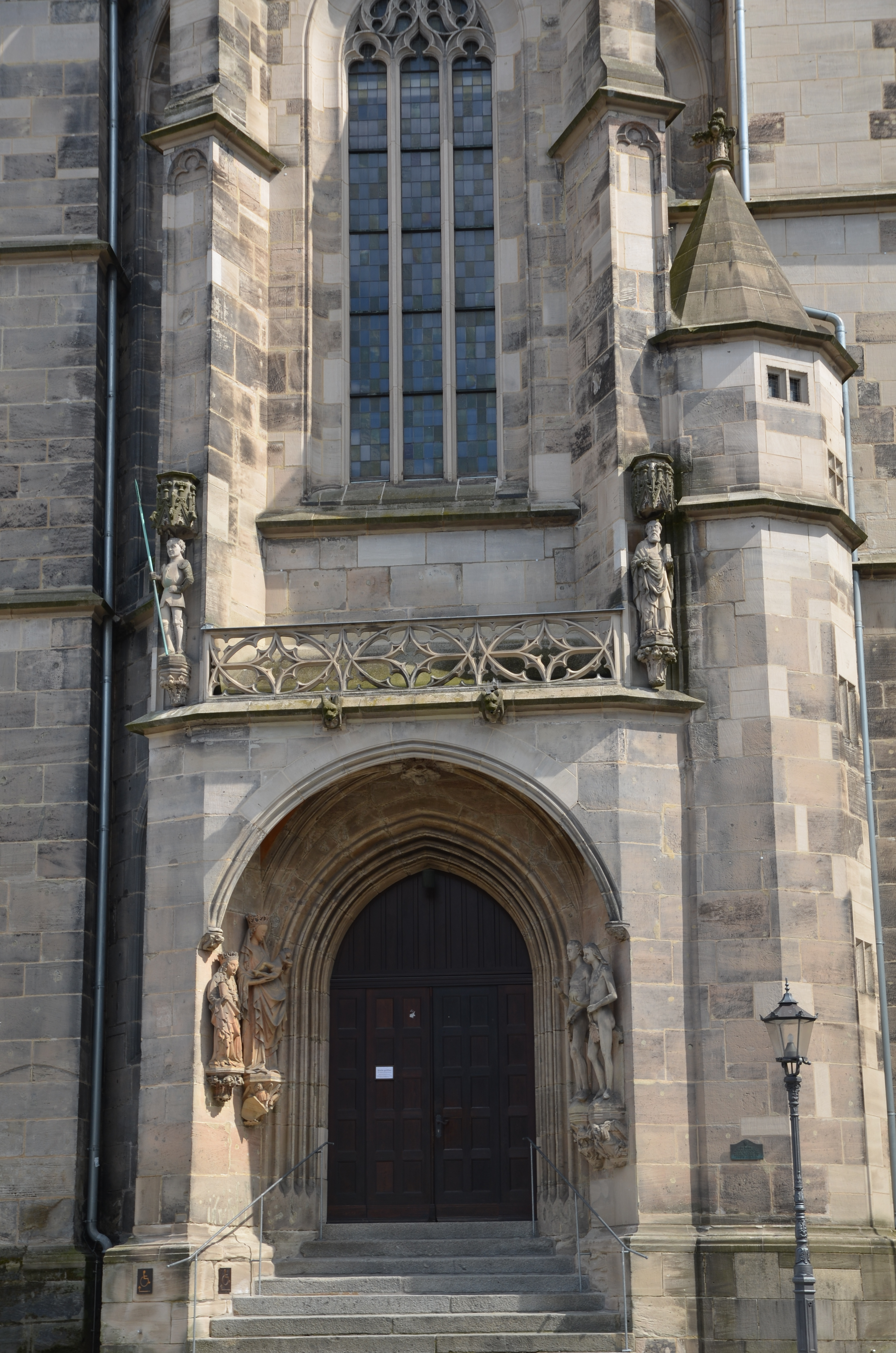
Il portale con le statu del XV secolo
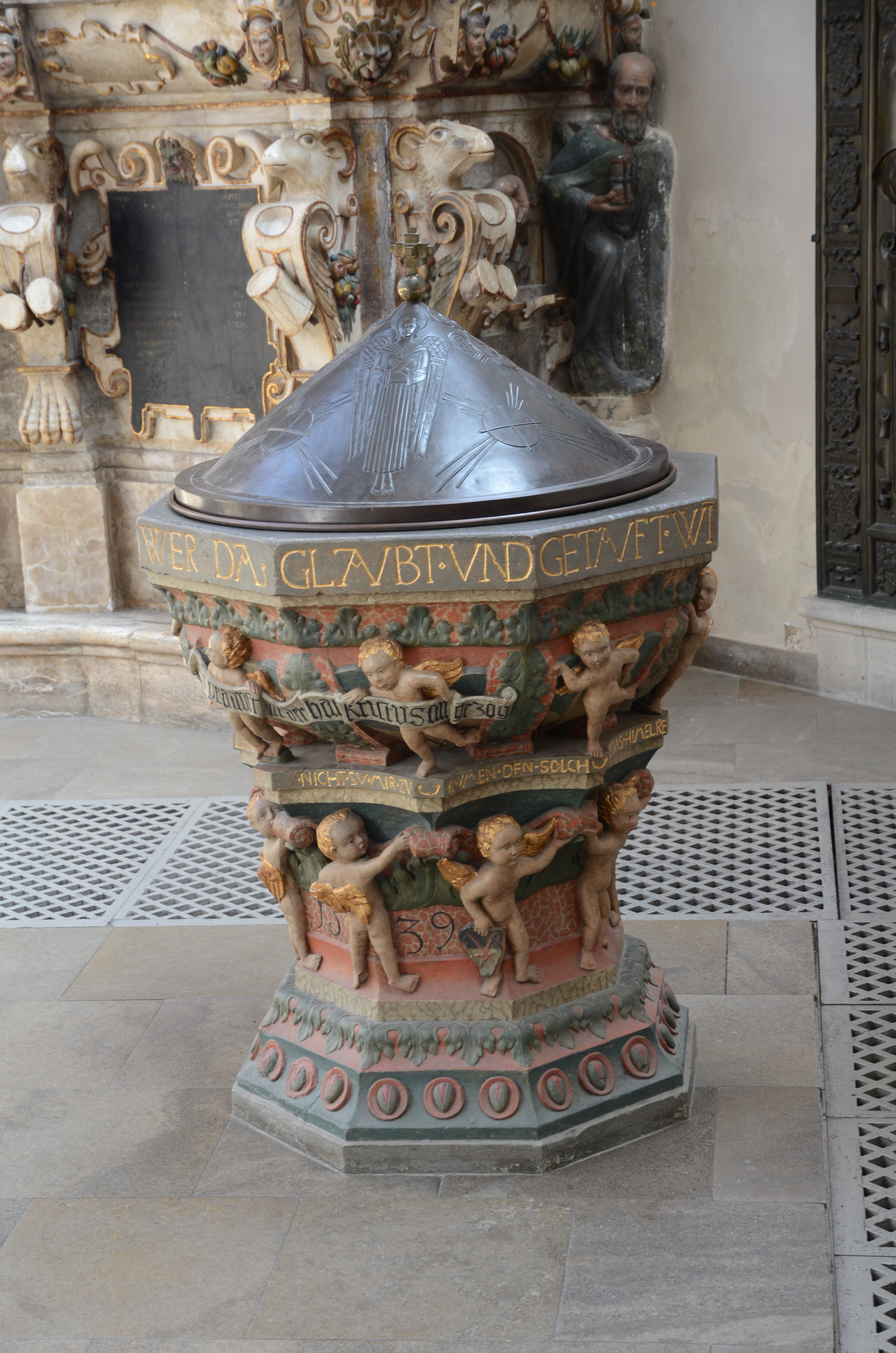
Il fonte battesimale del 1539
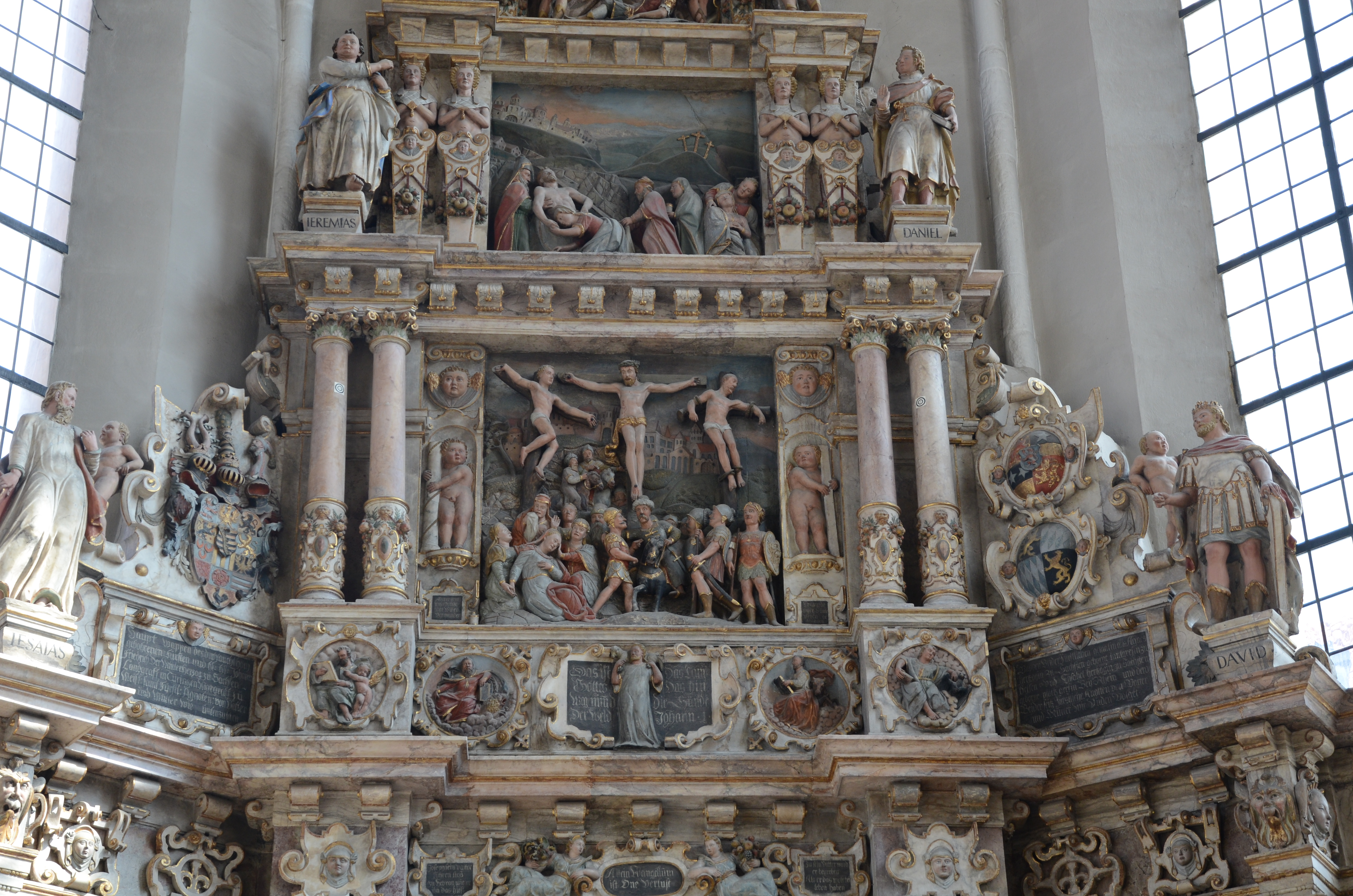
Particolare del monumento dei duchi
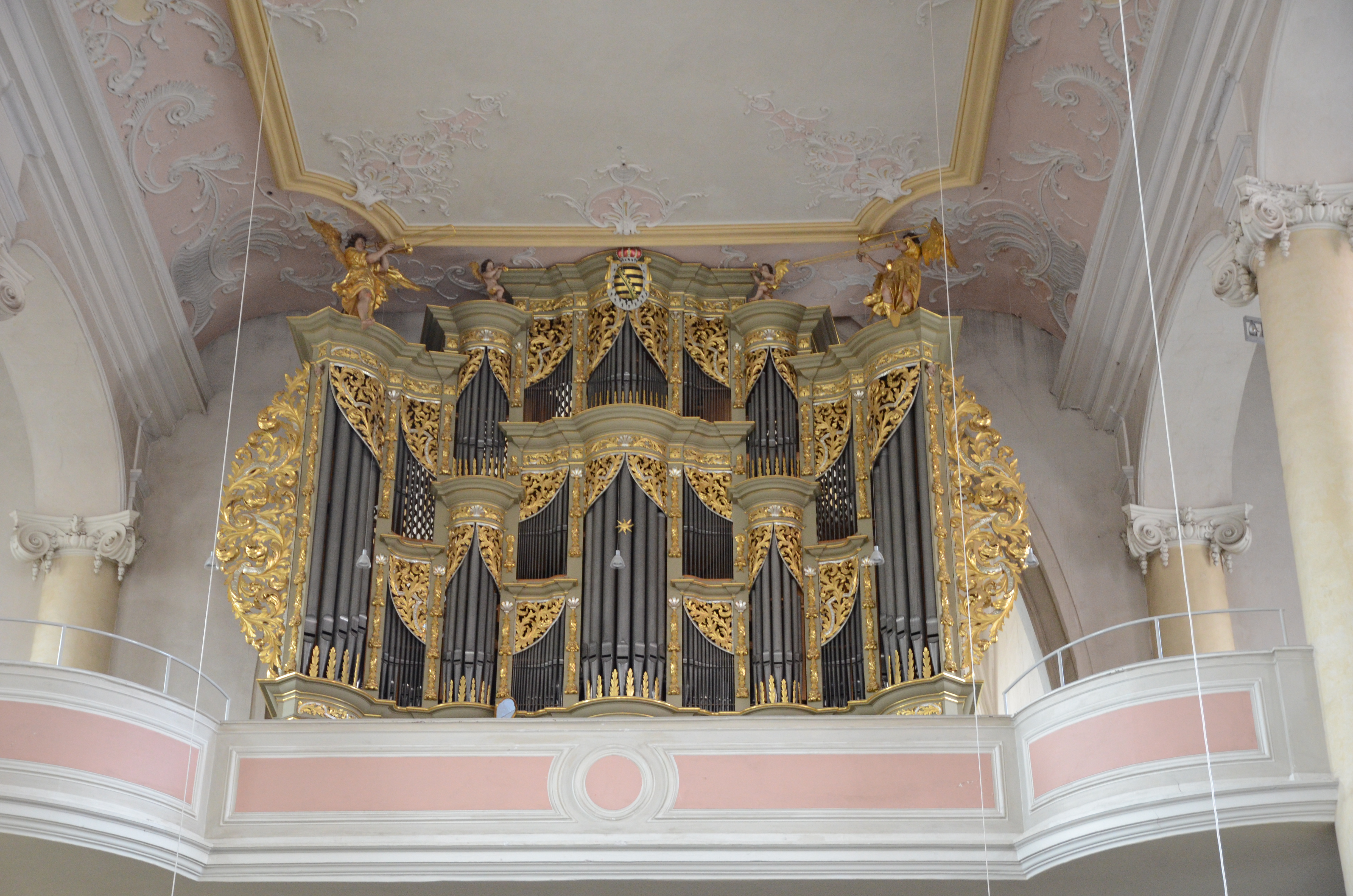
L'organo rococò del 1740